# Apanteles fulvigaster
Apanteles fulvigaster är en stekelart som beskrevs av Granger 1949. Apanteles fulvigaster ingår i släktet Apanteles och familjen bracksteklar. Inga underarter finns listade i Catalogue of Life.